# Sound of Freedom (film)
Pour l’article homonyme, voir Sound of Freedom.
Pour plus de détails, voir Fiche technique et Distribution.
Sound of Freedom ou Le son de la liberté au Québec est un film américain réalisé par Alejandro Gómez Monteverde et sorti en 2023. Il met en scène l'acteur Jim Caviezel qui interprète Timothy Ballard, un agent du gouvernement américain luttant contre le trafic sexuel d'enfants, notamment au sein de son association Operation Underground Railroad (en).
Le film, distribué par la société de films chrétiens Angel Studios, sort le 4 juillet 2023 aux États-Unis. Il connaît un succès commercial à la fois retentissant et inattendu ; ses résultats de plus de 250 millions de dollars pour un budget de moins de 15 millions en font l'une des plus grandes réussites de l'histoire du cinéma indépendant.
Soutenu par les médias conservateurs américains, Sound of Freedom est notamment propulsé par une stratégie de son distributeur qui appelle aux dons pour financer l'achat de places supplémentaires pour d'autres spectateurs. S'il bénéficie de hautes notes moyennes de la part du public sur des sites comme Rotten Tomatoes, il reçoit un accueil mitigé de la presse, qui y voit l'écho de théories complotistes (QAnon) ainsi que des représentations erronées de la réalité du trafic d'êtres humains.

## Synopsis
Après avoir sauvé un garçon des mains d'impitoyables trafiquants d'enfants, Timothy Ballard, agent fédéral américain, apprend que la sœur du garçon est toujours retenue prisonnière en Colombie. Il décide alors de se lancer dans une opération risquée pour la sauver en infiltrant un réseau de trafiquants.

## Fiche technique
Sauf indication contraire, les informations mentionnées dans cette section peuvent être confirmées par la base de données cinématographiques IMDb,  présente dans la section « Liens externes ».
- Titre original et français : Sound of Freedom
- Titre québécois : Le son de la liberté[1]
- Réalisation : Alejandro Gómez Monteverde (en)
- Scénario : Rod Barr et Alejandro Monteverde
- Musique : Javier Navarrete
- Direction artistique : Eugenio Garcia
- Décors : Carlos Lagunas
- Costumes : Juliana Poveda
- Photographie : Gorka Gómez Andreu
- Montage : Brian Scofield
- Production : Eduardo Verástegui
- Sociétés de production : Santa Fe Films, en coproduction avec Metanoia
- Sociétés de distribution : Angel Studios (États-Unis) ; Cinémas Guzzo Les films (Québec)[1], Kinepolis Film Distribution (Belgique), Saje distribution (France)
- Budget : 14,5 millions de dollars
- Pays de production :  États-Unis
- Langue originale : anglais, espagnol
- Format : couleur – 2,39:1
- Genre : action, biographie, drame, policier, thriller
- Durée : 131 minutes
- Dates de sortie :
  - États-Unis : 22 juin 2023 (avant-première mondiale à Miami) ; 4 juillet 2023 (sortie nationale)
  - Québec : 14 juillet 2023[1]
  - Belgique : octobre 2023
  - France : 15 novembre 2023

## Distribution
- Jim Caviezel (VF : Jean-Pierre Michaël) : Tim « Timetéo » Ballard
- Mira Sorvino (VF : Danièle Douet) : Katherine Ballard
- Bill Camp (VF : Paul Borne) : Vampiro
- Javier Godino (VF : Benjamin Penamaria) : Jorge
- Eduardo Verástegui (VF : Sébastien Baulain) : Pablo Delgado
- Kurt Fuller : Frost
- Cristal Aparicio : Rocio Aguilar
- Lucas Avila : Miguel Aguilar
- José Zúñiga : Roberto Aguilar
- Yessica Borroto : Giselle alias Katy Juarez
- Gustavo Sánchez Parra (VF : Benjamin Pascal) : El Calacas
- Kristopher Avedisian (VF : Léo Faure) : Ernst Oshinsky
- Gary Basaraba (VF : Marc Saez) : Earl Backman
- Manny Perez : Fuego
- Carlos Gutierrez : Adolfo
- Mauricio Cujar : Osorio "Carne" Rodriguez
- Gerardo Taracena (VF : Jean-Baptiste Marcenac) : El Alacrán
- Scott Haze (VF : Augustin Bonhomme) : Chris

## Production

### Genèse et développement

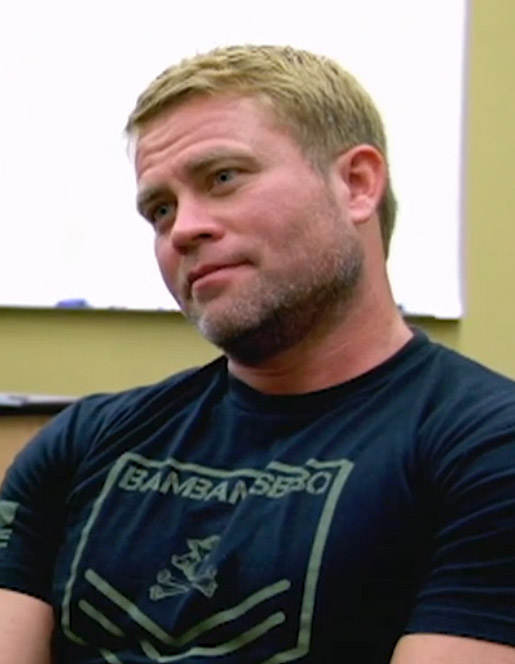
Tim Ballard en 2018.

D'après Télérama, ses conditions de distribution sont mouvementées : « il devait initialement être distribué par 20th Century Fox, avant d’être mis au placard après le rachat de la major par le groupe Disney – une décision compréhensible, le sujet « extrême » de Sound of Freedom n’étant pas vraiment « raccord » avec la ligne éditoriale plutôt consensuelle du studio. Le film a finalement pu sortir en salles grâce à Angel Studios, une compagnie créée en 2021 pour promouvoir des œuvres à destination du public chrétien comme la série The Chosen (une vie de Jésus) ou le film His Only Son (sur le sacrifice d’Abraham) ». Alejandro Gómez Monteverde crédite notamment le réalisateur américain Mel Gibson au générique en tant que « producteur exécutif », en remerciement de ses conseils sur le montage d'une première version du film et pour son aide à la distribution en Australie.
En France, le film est distribué par la société Saje Distribution, dont l'une des administratrices est Chantal Barry, une femme d'affaires évangélique proche de Vincent Bolloré.

### Tournage
Le tournage débute en été 2018. Il a lieu à Carthagène des Indes, en Colombie, pour la plupart des scènes du film, ainsi qu'à Calexico, en Californie (États-Unis),.

## Accueil

### Sorties
Sound of Freedom sort le 4 juillet 2023, jour de la fête nationale américaine, aux États-Unis, distribué par la société de films chrétiens Angel Studios.
Le film, promu par les soutiens de la mouvance QAnon, est devenu un important succès de l'histoire du cinéma indépendant.
Soutenu par les médias conservateurs américains, il est notamment propulsé par une stratégie de son distributeur qui appelle aux dons pour financer l'achat de places supplémentaires pour d'autres spectateurs. S'il bénéficie de hautes notes moyennes de la part du public sur des sites comme Rotten Tomatoes, il reçoit un accueil mitigé de la presse, qui y voit l'écho de multiples théories complotistes (QAnon), ainsi que des représentations erronées de la réalité du trafic d'êtres humains.

### Accueil critique
Ce film rapporte 90 millions de dollars dans le monde entier pour un budget de 14,5 millions de dollars seulement quelques semaines après sa sortie,, et dépasse les 250 millions en fin d'exploitation,,.
Le film réalise de très bons résultats commerciaux aux États-Unis, notamment grâce à la méthode du « pay it forward » : l'entreprise réalise des appels aux dons, par l'intermédiaire de l'acteur Jim Caviezel, pour inciter les spectateurs à acheter davantage de places qu'ils n'en ont besoin sur une plateforme dédiée, afin qu'Angel Studios puisse ensuite les distribuer gratuitement à d'autres spectateurs,. 9,5 millions de tickets d'entrée auraient été vendus grâce à cette seule méthode. De fait, certains séances du film annoncées complètes comptent en fait de nombreuses places vides.
Sur le site agrégateur de critiques Rotten Tomatoes, il obtient un score critique de 57 % sur la base de 82 médias, et un score de spectateurs de 99 % sur la base de 10 000 avis. Le consensus critique établi par le site résume que le film est un appel à l'action efficace et plein de suspense contre la traite des êtres humains, mais pas exempt de problèmes dans sa description d'un sujet sensible. La différence de notation entre les critiques et le public s'explique notamment par le fait que le film cible un public religieux particulier, dont le bouche-à-oreille incite le reste de cette catégorie démographique à perpétuer le phénomène en allant voir le film et en le notant sur Rotten Tomatoes.
Sur le site francophone Allociné, la notation moyenne est de 1.9⁄5 pour la presse et 4.2⁄5 pour les spectateurs ; Allociné accompagne la fiche du film d'un avertissement sur la « forte polarisation des notes autour du film », puisque « plus de 50 % des notes attribuées par des utilisateurs à ce film s’apparentent à une note dite « extrême », à savoir un 0,5 ou un 5 ».

### Box-office
| Pays ou région        | Box-office        | Date d'arrêt du box-office | Nombre de semaines |
| --------------------- | ----------------- | -------------------------- | ------------------ |
| États-Unis Canada     | 184 178 046 $     | n/a                        | 15                 |
| Total hors États-Unis | +066 392 350, USD | n/a                        | n/a                |
| Total mondial         | +250 570 396, USD | n/a                        | n/a                |

En France, le film enregistre 63 782 entrées lors de sa première semaine d'exploitation. En fin d'exploitation, il totalise 120 207 entrées.

### Liens avec la mouvance QAnon
Bien que Sound of Freedom lui-même ne contienne pas de référence aux théories du complot propagées par la mouvance QAnon, il attire l'attention sur ce sujet parce que son acteur principal (Jim Caviezel), et l'homme ayant inspiré ce personnage (Tim Ballard), se font l'écho de ces théories dans le cadre de la promotion du film. Caviezel, de confession catholique intégriste,, est ainsi connu pour relayer des théories QAnon sans fondement, telles que l'idée qu'une « cabale d'élites internationale violenterait et tuerait des enfants pour en extraire une substance appelée l'adrénochrome ». La stratégie marketing du film vise également à capter les adeptes des théories QAnon, qui voient en Sound of Freedom un moyen d'accueillir davantage de croyants dans leur communauté.
Plus généralement, le film bénéficie d'une large promotion dans les médias conservateurs américains, et du soutien de figures conservatrices telles que Donald Trump, Elon Musk ou Ted Cruz,. En francophonie, le film est également promu par des figures liées à la mouvance QAnon et au conspirationnisme telles que Francis Lalanne.

### Représentation du trafic d'êtres humains
La presse relève que l'opération de secours décrite dans le film manque de fiabilité : plusieurs des missions montrées seraient invérifiables, ou contiendraient des erreurs de représentation substantielles. Angel Studios réagit dans un long communiqué pour reconnaître que certains éléments du film sont fictifs, et que des libertés créatives ont été prises dans la représentation des différentes méthodes du trafic d'enfants.

## Postérité
Devant les bons résultats commerciaux du film, la production d'une suite est rapidement évoquée avec l'idée de la faire se dérouler à Haïti. Le producteur Mike Ilitch Junior envisage également d'étendre l'univers du film avec une série télévisée de fiction et une série documentaire. L'absence de contrat exclusif noué par Angel Studios avec Ballard ralentit cependant ces tractations.